# Maria Eriksson (musiker)
Maria Eriksson är en svensk gitarrist, sångerska och låtskrivare i indiepopbandet The Concretes. 
Vintern 2007 släppte Maria Eriksson ett soloalbum under artistnamnet Santa Maria där bland annat Markus Krunegård medverkar.
2013 kom albumet Stjäl det du behöver, denna gång under eget namn, Maria Eriksson.
Som duon Heikki, med dåvarande partnern Jari Haapalainen, släpptes skivorna Heikki 1 och Heikki 2 i början 2000-talet.